# Les Riddle
Leslie Riddle, detto Les (Melbourne, 28 dicembre 1953), è un ex cestista australiano.

## Carriera
Con l'Australia ha disputato i Giochi olimpici di Mosca 1980 e due edizioni dei Campionati mondiali (1978, 1982).